# Liste der Monuments historiques in Macqueville
Die Liste der Monuments historiques in Macqueville führt die Monuments historiques in der französischen Gemeinde Macqueville auf.

## Liste der Bauwerke
| Bezeichnung         | Beschreibung                                                                     | Standort                 | Kennzeichnung | Schutzstatus | Datum | Bild           |
| ------------------- | -------------------------------------------------------------------------------- | ------------------------ | ------------- | ------------ | ----- | -------------- |
| Kirche St-Étienne   | Erbaut im 12. Jahrhundert                                                        | (Lage)                   | PA00104786    | Classé       | 1931  | weitere Bilder |
| Logis de Bouchereau | Burganlage des 12. Jahrhunderts, im 16. und 17. Jahrhundert zum Schloss umgebaut | 5, rue du Château (Lage) | PA17000012    | Inscrit      | 1997  |                |

## Liste der Objekte
| Bezeichnung     | Beschreibung            | Standort                        | Kennzeichnung | Schutzstatus | Datum | Bild |
| --------------- | ----------------------- | ------------------------------- | ------------- | ------------ | ----- | ---- |
| Weihwassereimer | Bronze, 17. Jahrhundert | in der Kirche St-Étienne (Lage) | PM17001586    | Inscrit      | 1989  |      |
| Taufbecken      | Stein, 1719             | in der Kirche St-Étienne (Lage) | PM17001348    | Inscrit      | 1983  |      |